# Escape From Mystery Manor
Chapter 17: Escape From Mystery Manor (Capítulo 17: El Escape de la Mansión en América Latina, y Evasión de la Mansión del Misterio en España), es el decimotercer episodio de la primera temporada de la serie de televisión animada Scooby-Doo! Misterios, S. A..
El guion principal fue elaborado por Bart Jennett, mientras Seth Kearsley se encargó de dibujar el guion gráfico, y Curt Geda estuvo a cargo de la dirección general. El episodio fue producido por la compañía Warner Bros. Animation, a manera de secuela de la serie original de Hanna-Barbera Productions, Scooby-Doo ¿dónde estás? (1969).
Se estrenó oficialmente en los Estados Unidos el 24 de mayo de 2010 por Cartoon Network. En Hispanoamérica y Brasil, el episodio se estrenó oficialmente el 26 de junio de 2011 a las 17:00 a través de Cartoon Network.

## Argumento
Unas cuantas décadas atrás en plena noche de Halloween la familia Darrow ha sido invadida por la locura. Luchando frenéticamente unos contra otros, intentan apoderarse de un extraño artefacto. En medio de la pelea y en el momento exacto en que el pequeño Danny toma la pieza triangular, un temblor sumerge a la mansión en las profundidades de la tierra, llevándose consigo a toda la familia.

En el presente, reunidos en la estación K-Ghoul, Vilma, Shaggy, Fred, Daphne y Scooby ennumeran todas las pistas que han encontrado y que están relacionadas con la maldición del tesoro embrujado: el medallón que los llevó a descubrir al grupo desaparecido Misterios, S. A., su mascota el profesor pericles, El Señor E y la familia Darrow que desapareció misteriosamente hace décadas. Gracias a un diario escrito por Cassidy Williams que el Señor E le dejó a Angel Dinamita, los chicos se enteran de que Misterios, S. A. también había estado buscando el tesoro, y que fueron a la mansión Darrow antes de desaparecer. El grupo decide ir al sótano de uno de los edificios de la universidad Darrow, donde encuentran un pasadizo secreto que los lleva a la mansión sepultada debajo de la universidad.

Una vez dentro, los chicos son contactados por una espeluznante voz proveniente de una radio antigua. El misterioso hombre piensa que los chicos son los desaparecidos miembros de Misterios, S. A. y les advierte que "no saldrán vivos de la mansión esta vez", además de decirles que ha puesto innumerables trampas por toda la mansión especialmente diseñadas para asesinarles, emocionando a Fred. Confundidos, los chicos tratan de avanzar por la mansión, pero caen en una trampa del extraño en la radio y quedan separados.

Daphne y Fred despiertan amarrados en una piscina la cual comienza a llenarse lentamente. Sabiendo que Brad siempre había querido saber cuánto amaba a Judy, la trampa ha sido diseñada con el tema del amor: Daphne se morirá ahogada o electrocutada con una batidora, y el único que puede salvarla es Fred. Al principio, el muchacho se distrae fácilmente y parece que la dejará morir sola, pero, no queriendo permitir que alguien sea mejor que él en construir trampas, Freddy usa sus conocimientos en física, y se las arregla para escapar con su novia, rescatando a ambos de una muerte trágica. Daphne muestra su agradecimiento pidiéndole a Fred que le dé respiración de boca a boca", pero el despistado rubio no entiende la indirecta.

Mientras tanto, Shaggy, Vilma y Scooby son encerrados en una habitación llena de cuerdas que al cortarse lanzan objetos filosos como proyectiles en distintos puntos de la casa. Según la misteriosa voz, solo el más listo de sus amigos podrá salvarlos. Shaggy reconoce que Vilma es la indicada, pero la chica falla en el intento. Scooby usa flexibilidad para rescatar a sus amigos, antes de que los tres desactiven todas las trampas. Vilma explica que el Profesor Pericles era el miembro más listo de Misterios, S. A. y la trampa estaba construida para él.

Reunidos otra vez, la pandilla comienza a investigar el resto de la mansión, llegando a un cuarto con varios alto parlantes que forman parte del sistema con el que el asesino de la radio se comunica con ellos y desde donde vigila todos sus movimientos. De pronto, a la habitación llega un demacrado y envejecido ¡Danny Darrow!, que ataca al grupo con un punzón de chimenea dispuesto a proteger su tesoro. Dicho tesoro resulta ser el mismo objeto triangular que causó la pelea familiar años atrás, el cual es tomado por los chicos quienes huyen del demente Danny.

Usando una de sus trampas, los chicos capturan a Danny, quien posteriormente les explica que como el más joven de su familia, fue el último sobreviviente de los Darrow, quienes murieron no a causa del accidente, si no de la vejez. Aquella pieza de rompecabezas es la llave para encontrar el tesoro enterrado en Gruta de Cristal, y llenó a los Darrow de abaricia. Luego de que la tierra devorara su casa, Danny vio cómo toda su familia moría poco a poco sin siquiera darse cuenta. En un determinado momento, el antiguo grupo Misterios, S. A. fue a buscar la pieza en la mansión, y Danny, sintiéndose amenazado, decidió poner trampas por toda la casa, ignorando que eso le dio el tiempo suficiente al grupo para escapar. Desde entonces, Danny permaneció en las profundidades de la tierra, comiendo ratas para sobrevivir, esperando a que regresaran para vengarse, y el estar alejado del mundo exterior lo fue volviendo un poco loco. Ahora, percatándose de que cometió un error con la pandilla, el anciano se disculpa y se lamenta de haber desperdiciado su vida.

De repente, la estructura del edificio comienza a colapsar de nuevo a causa de tantas trampas que debilitaron la falla; Danny decide darle su tesoro a la pandilla pues piensa que les puede traer más felicidad que a él, y se queda en la mansión. Los chicos huyen apenas, viendo el edificio derrumbarse rápidamente, con lo que Danny Darrow queda sepultado para siempre y posiblemente muere. Una vez afuera, los chicos se comprometen a averiguar todo lo que puedan de aquel extraño artefacto, sintiendo que ahora es su responsabilidad, pues Danny dio su vida para salvarlos. Fred se pregunta si habrá más personas buscando aquella pieza, sin notar que sus palabras son escuchadas por su padre el alcalde Fred Jones, quien no parece muy contento al saber que su hijo está a punto de armar el rompecabezas. El padre de Fred deja silenciosamente el lugar en su auto.